# Eragrostis turgida
Eragrostis turgida är en gräsart som först beskrevs av Heinrich Christian Friedrich Schumacher, och fick sitt nu gällande namn av De Wild. Eragrostis turgida ingår i släktet kärleksgrässläktet, och familjen gräs. Inga underarter finns listade i Catalogue of Life.